# Saison 18 des Simpson
Chronologie
Saison 17 Saison 19
Cet article présente le guide des épisodes de la 18e saison de la série télévisée d'animation Les Simpson, diffusée en France à partir du 3 septembre 2007 sur Canal+, et rediffusée depuis janvier 2013 sur W9. En Belgique, elle était diffusée sur Club RTL en 2007. En Suisse, elle était diffusée sur RTS Deux.

## Épisodes
| № | #  | Titre | Réalisation                         | Scénario                            | Première diffusion                 | Code de prod. | Audience (en millions) |
| --- | -- | --- | ----------------------------------- | ----------------------------------- | ---------------------------------- | ------------- | ---------------------- |
| 379 | 1  | Parrain par intérim (Pizza Nostra) The Mook, the Chef, the Wife, and Her Homer                            | Michael Marcantel                   | Bill Odenkirk                       | 10 septembre 2006 3 septembre 2007 | HABF15        | 11,5                   |
| Bart a conduit le bus scolaire ce qui a rendu en colère Otto. Celui-ci lui a donné une fessée et a été suspendu. Marge doit emmener ses enfants en voiture à l'école ainsi que certains de leurs camarades. Parmi eux Michael, le fils de Gros Tony. Les autres élèves le découvrent et commencent à avoir peur de lui à cause de son père. Sauf Lisa qui devient son amie et découvre que Michael veut devenir cuisinier plutôt que de succéder à son père... |    | |                                     |                                     |                                    |               |                        |
| 380 | 2  | Les Baguettes magiques (Parle parle, jazz jazz) Jazzy and the Pussycats                                   | Steven Dean Moore                   | Daniel Chun                         | 17 septembre 2006 4 septembre 2007 | HABF15        | 8,9                    |
| Bart fait encore des siennes lors des funérailles d'Amber, la femme qu'Homer a épousé à Las Vegas. Après ça Homer et Marge l'envoie chez un psy et celui-ci leur conseille que Bart joue de la batterie pour le guérir de son hyperactivité. Lisa l'emmène à son club de jazz et des producteurs de musiques engagent Bart ce qui rend Lisa folle de jalousie. À cause de cela, elle décide d'adopter des animaux... |    | |                                     |                                     |                                    |               |                        |
| 381 | 3  | C'est moi qui l'ai fait ! (Swing la Marge dans l'fond d'la boîte à outils) Please Homer, Don't Hammer 'Em | Mike B. Anderson et Ralph Sosa      | Matt Warburton                      | 24 septembre 2006 5 septembre 2007 | HABF20        | 9,7                    |
| Les Simpson sont au centre commercial et Homer décide d'acheter des livres sur la menuiserie. Mais celui-ci ne s'en sert pas donc Marge décide de les utiliser et apprend la menuiserie. Elle veut devenir menuisier et fait passer des annonces mais elle se rend contre que certaines personnes ne veulent pas l'engager à cause de son sexe. Elle demande à Homer de se faire passer pour le menuisier et elle effectue toutes les tâches. Homer s'approprie un peu trop les honneurs. Pendant ce temps à l'école un élève est allergique aux cacahuètes et les cacahuètes sont interdites à l'école. Bart découvre que c'est Skinner qui est allergique aux cacahuètes et celui-ci le fait chanter. Mais Skinner découvre l'allergie de Bart : les crevettes... |    | |                                     |                                     |                                    |               |                        |
| 382 | 4  | Simpson Horror Show XVII (Spécial d'Halloween XVII) Treehouse of Horror XVII                              | David Silverman et Matthew Faughnan | Peter Gaffney                       | 5 novembre 2006 6 septembre 2007   | HABF17        | 10,4                   |
| - Mariée au Blob : Homer mange un organisme contenu dans une météorite tombée dans son jardin. Pendant la nuit, Homer ne trouve pas le sommeil à cause de la météorite qu'il n'arrive pas à digérer: la substance extraterrestre lui donne sans cesse envie de manger et d’aller aux toilettes.. Homer grossit de plus en plus et va commencer à dévorer toutes les personnes se mettant sur sa route : adolescents, femmes, enfants, obèses.. - Il faut pratiquer le golem : Bart va se plaindre à Krusty le clown car l'un de ses gadgets ne fonctionne pas très bien. Il tombe sur une statue et Krusty lui explique que ce golem devait protéger les juifs autrefois car il obéissait aux ordres de quiconque lui jetait un parchemin dans la bouche. Bart décide de faire pareil. - Le jour où la terre a eu l'air stupide : Springfield 1938. Tous les habitants, sauf Lisa, croient à une invasion de Martiens alors que deux auditeurs lisent un extrait d'un livre à la radio. C'est une parodie du canular radiophonique d'Orson Welles en 1938 à l'occasion d'Halloween. En effet, beaucoup d'auditeurs ont pensé que les extraterrestres envahissaient le monde. |    | |                                     |                                     |                                    |               |                        |
| 383 | 5  | Homer s'engage (G.I. d'oh !) G.I. (Annoyed Grunt)                                                         | Nancy Kruse                         | Daniel Chun                         | 12 novembre 2006 7 septembre 2007  | HABF21        | 11,4                   |
| Deux recruteurs de l'armée passent à l'école pour recruter des futurs volontaires. Bart séduit par cela signe un contrat qui l'engage à rejoindre l'armée quand celui-ci fêtera ses 18 ans. Mais Marge désapprouve sa décision et oblige Homer à résilier le contrat. Quand Homer arrive au camp, il décide de s'enrôler dans l'armée avec le professeur Frink et Cletus. Mais comme ses résultats sont faibles, il doit participer à de faux combats et doit jouer le rôle de l'ennemi... |    | |                                     |                                     |                                    |               |                        |
| 384 | 6  | Moe nia Lisa (Moe'N'a-Lisa) Moe'n'a Lisa                                                                  | Mark Kirkland                       | Matt Warburton                      | 19 novembre 2006 10 septembre 2007 | HABF19        | 9,3                    |
| Les Simpson sont partis encourager Abraham qui participe aux Jeux olympiques du troisième âge. Mais le même jour Homer avait promis à Moe de l'emmener à la pêche pour son anniversaire mais celui-ci a oublié. Moe l'a attendu toute la journée. À la fin de la journée, Moe écrit une lettre de rancune à Homer. Lisa voit le côté poétique de Moe dans cette lettre et décide d'écrire des poèmes avec lui. Mais lorsque Moe devint célèbre, il oublie volontairement de la remercier... |    | |                                     |                                     |                                    |               |                        |
| 385 | 7  | Marge reste de glace (Bar laitier) Ice Cream of Margie (with the Light Blue Hair)                         | Matthew Nastuk                      | Carolyn Omine                       | 26 novembre 2006 11 septembre 2007 | HABF22        | 10,9                   |
| Homer court acheter un esquimau chez un marchand de glace dont il est le meilleur client. Mais le marchand de glace meurt pendant qu'Homer lui achetait l'esquimau. Après l'enterrement Homer achète le camion à sa veuve et décide de lui succéder. Pendant ce temps, Marge veut qu'on se souvienne d'elle après sa mort. Quand Homer lui rapporte des bâtons d'esquimaux, elle commence à faire des sculptures avec... |    | |                                     |                                     |                                    |               |                        |
| 386 | 8  | Mon meilleur ennemi (Les Simpson et le prisonnier de la cabane) The Haw-Hawed Couple                      | Chris Clements                      | Matt Selman                         | 10 décembre 2006 12 septembre 2007 | JABF02        | 8,3                    |
| Bart est le seul enfant à se rendre à l'anniversaire de Nelson et ils deviennent bizarrement amis. |    | |                                     |                                     |                                    |               |                        |
| 387 | 9  | Kill Gill, volumes 1 et 2 (Tuer Gil, parties 1 et 2) Kill Gil, volumes I & II                             | Bob Anderson                        | Jeff Westbrook                      | 17 décembre 2006 13 septembre 2007 | JABF01        | 9,0                    |
| Gil emménage chez Les Simpson. Marge doit lui dire de partir, mais elle lui ruine la vie. |    | |                                     |                                     |                                    |               |                        |
| 388 | 10 | Les Aqua-tics (Homer, qu'on voit danser) The Wife Aquatic                                                 | Lance Kramer                        | Kevin Curran                        | 7 janvier 2007 14 septembre 2007   | JABF03        | 13,9                   |
| Les Simpson se rendent sur une île et Homer se retrouve piégé dans une tempête en mer. |    | |                                     |                                     |                                    |               |                        |
| 389 | 11 | La vengeance est un plat qui se mange trois fois Revenge Is a Dish Best Served Three Times                | Michael Polcino                     | Joel H. Cohen                       | 28 janvier 2007 17 septembre 2007  | JABF05        | 8,1                    |
| Milhouse est le chef de surdoués qui se vengent des brutes et nous découvrons l'origine de Bartman. |    | |                                     |                                     |                                    |               |                        |
| 390 | 12 | Little Big Lisa (Un gars, une fille) Little Big Girl                                                      | Raymond S. Persi                    | Don Payne                           | 11 février 2007 18 septembre 2007  | JABF04        | 8,3                    |
| Bart obtient son permis de conduire et il tombe amoureux. Et Lisa ment à propos de ses origines. |    | |                                     |                                     |                                    |               |                        |
| 391 | 13 | Tous les huit ans (Springfield en cinq temps !) Springfield Up                                            | Chuck Sheetz                        | Matt Warburton                      | 18 février 2007 19 septembre 2007  | JABF07        | 8,8                    |
| Satire des documentaires Up nous montrant les moments clés de la vie des habitants de Springfield. |    | |                                     |                                     |                                    |               |                        |
| 392 | 14 | La Chorale des péquenots (Chanson des colons) Yokel Chords                                                | Susie Dietter                       | Michael Price                       | 4 mars 2007 20 septembre 2007      | JABF09        | 9,1                    |
| Lisa donne des cours particuliers aux enfants Spuckler. Bart fait peur à toute l'école. |    | |                                     |                                     |                                    |               |                        |
| 393 | 15 | Mariage plus vieux, mariage heureux (La Guerre des tubes) Rome-old and Juli-eh                            | Nancy Kruse                         | Daniel Chun                         | 11 mars 2007 21 septembre 2007     | JABF08        | 9,0                    |
| Abraham se marie avec Selma, et Bart et Lisa font la guerre avec un service de livraison de colis. |    | |                                     |                                     |                                    |               |                        |
| 394 | 16 | Homerazzi                                                                                                 | Matthew Nastuk                      | J. Stewart Burns                    | 25 mars 2007 24 septembre 2007     | JABF06        | 6,9                    |
| Homer devient paparazzo et s'attire l'hostilité des célébrités de Springfield' Invité : Jon Lovitz |    | |                                     |                                     |                                    |               |                        |
| 395 | 17 | Marge piégée par le net (Jeux interdits) Marge Gamer                                                      | Bob Anderson                        | J. Stewart Burns                    | 22 avril 2007 25 septembre 2007    | JABF10        | 6,4                    |
| Homer devient arbitre de foot, tandis que Marge agace Bart en rejoignant son jeu virtuel en ligne. |    | |                                     |                                     |                                    |               |                        |
| 396 | 18 | L'Équipe des nuls (Mauvais perdants) The Boys of Bummer                                                   | Rob Oliver                          | Michael Price                       | 29 avril 2007 26 septembre 2007    | JABF11        | 7,6                    |
| Bart perd un match important pour son équipe de baseball et se fait rejeter par toute la ville. |    | |                                     |                                     |                                    |               |                        |
| 397 | 19 | Escroc à grande échelle (L'Étoffe des zéros) Crook and Ladder                                             | Lance Kramer                        | Bill Odenkirk                       | 6 mai 2007 27 septembre 2007       | JABF13        | 7,7                    |
| Homer devient accro aux somnifères et rejoint Apu, Moe et le principal Skinner en devenant pompier. |    | |                                     |                                     |                                    |               |                        |
| 398 | 20 | Petit Papa Noël super flic (Bon Chien, Bad Cop) Stop, or My Dog Will Shoot!                               | Matthew Faughnan                    | John Frink                          | 13 mai 2007 28 septembre 2007      | JABF12        | 6,5                    |
| Homer se perd dans un labyrinthe et il est secouru par Petit Papa Noël qui est engagé par la police. |    | |                                     |                                     |                                    |               |                        |
| 399 | 21 | 24 Minutes (24 minutes chrono)                                                                            | Raymond S. Persi                    | Billy Kimball et Ian Maxtone-Graham | 20 mai 2007 1er octobre 2007       | JABF14        | 9,8                    |
| Marge doit se dépêcher, Homer se débarrasse d'un yaourt pourri et les brutes empestent l'école. Invité : Kiefer Sutherland |    | |                                     |                                     |                                    |               |                        |
| 400 | 22 | Infos sans gros mot (L'affaire est dans le sacre) You Kent Always Say What You Want                       | Matthew Nastuk                      | Tim Long                            | 20 mai 2007 2 octobre 2007         | JABF15        | 9,8                    |
| Dans le 400e épisode des Simpson, Kent Brockman perd son travail en proférant des jurons à la TV. |    | |                                     |                                     |                                    |               |                        |